# David Ingram
David S. Ingram (Birmingham, 1941) is een Britse botanicus en mycoloog die is gespecialiseerd in fytopathologie.
Hij studeerde botanie aan de University of Hull. In 1966 haalde hij hier een Ph.D. Tussen 1966 en 1968 was hij onderzoeker aan de University of Glasgow. In 1968 werd hij wetenschappelijk medewerker bij de Agricultural Research Council, waar hij zich bezighield met plantenziekten van gewassen. Tussen 1974 en 1990 was hij achtereenvolgens lecturer en reader in de fytopathologie aan de University of Cambridge.
Tussen 1990 en 1998 was Ingram 'regius keeper' (directeur) van de Royal Botanic Garden Edinburgh als opvolger van John McNeill. Zelf werd hij opgevolgd door Stephen Blackmore. Tussen 1990 en 2000 was Ingram voorzitter van het project Science and Plants for Schools, dat zich richt op het interesseren van jongeren voor de plantkunde. Tussen 2000 en 2006 was hij de rector magnificus van het St Catharine's College te Cambridge.
Ingram is 'honorary professor' aan de University of Edinburgh en de University of Glasgow. Voor de Royal Horticultural Society was hij tussen 1995 en 2002 'RHS Professor of Horticulture' (tuinbouw) en voorzitter van het Scientific and Horticultural Advice Committee. Tussen 1999 en 2005 was hij voorzitter van het Darwin Initiative for the Survival of Species.
Onderzoeksgebieden waarop hij zich richt, betreffen knolvoet (Plasmodiophora brassicae), valse meeldauwsoorten die sla en kool aantasten (Bremia- en Peronospora-soorten) en Pyrenopeziza brassicae die kool aantast.
Samen met Dennis Neal Butcher schreef Ingram Plant Tissue Culture (Studies in Biology) (1976). Samen met Adrian Friday schreef Ingram The Cambridge Encyclopedia of Life Sciences (1985). Ingram was de auteur van Mathematical Modelling of Crop Disease: Volume 3 (Advances in Plant Pathology) (1985). Samen met Peter H. Williams vormde Ingram de redactie van Advances in Plant Pathology, Volume 1 (1982), Advances in Plant Pathology Volume II (1984), Phytophthora Infestans: The Cause of Late Blight of Potato: Volume 7 (Advances in Plant Pathology) (1991). Samen met Andre Hudson vormde Ingram de redactie van Shape and Form in Plants and Fungi (1994). Ingram vormde samen met Angela Karp en Peter G. Isaac de redactie van Molecular Tools for Screening Biodiversity: Plants and animals, dat in 1998 verscheen. Samen met Noel Farnie Robertson schreef Ingram Plant Disease (Collins New Naturalist) (1999). Samen met Daphne VincePrue en Peter J. Gregory is Ingram de auteur van Science and the Garden: The Scientific Basis of Horticultural Practice, waarvan in 2008 de tweede editie verscheen.
Sinds 1993 is Ingram fellow van de Royal Society of Edinburgh. Hij is erelid van de British Society for Plant Pathology, waarvan hij in 1998 de voorzitter was. In 1998 kreeg hij een eredoctoraat van The Open University. In 1999 werd hij benoemd tot Officier in de Orde van het Britse Rijk, vanwege zijn verdiensten voor de plantkunde en het onderwijs. In 2004 kreeg hij van de Royal Horticultural Society de Victoria Medal of Honour.